# Coizard-Joches
Coizard-Joches è un comune francese di 88 abitanti situato nel dipartimento della Marna nella regione del Grand Est.

## Società

### Evoluzione demografica
Abitanti censiti